# Résolution 136 du Conseil de sécurité des Nations unies
Membres permanents
- Chine (Taïwan)
- États-Unis
- France
- Royaume-Uni
- URSS

Membres non permanents
- Argentine
- Sri Lanka
- Équateur
- Italie
- Pologne
- Tunisie

Résolution no 135 Résolution no 137
La Résolution 136 est une résolution du Conseil de sécurité de l'ONU votée le 31 mai 1960 concernant le Togo et qui recommande à l'Assemblée générale des Nations unies d'admettre ce pays comme nouveau membre.

## Contexte historique
Le Togo acquiert son indépendance le 27 avril 1960 par un accord avec l’administration française, sous le contrôle de l’ONU (issu de l'article Togo).
À la suite de cette résolution ce pays est admis à l'ONU le 20 septembre 1960,.

## Texte
- Résolution 136 Sur fr.wikisource.org
- Résolution 136 Sur en.wikisource.org